# 9GAG
9GAG je web stranica za zabavu temeljena na slikama kojima su autori korisnici te slikama pronađenima na sličnim stranicama, a koje su zbog svoje komičnosti prozvane gegovima. Stranica je u prosincu 2011. imala milijardu mjesečnih pregleda stranice.

## Etimologija
U početku je naslovna stranica nosila po 9 posloženih slika-šala (engl. gag) što je spojeno donijelo naziv stranici. Od veljače 2012. naslovna stranica nema ograničen broj slika, već se nove slike učitavaju pomicanjem stranice prema dolje.

## Provedba
Ponavljajuća uporaba internetskih fenomena i likova iz rage comica najprepoznatljivije su značajke stranice. Ovi likovi obično su oskudno dizajnirani i crno-bijeli što je dijelom usredotočenosti na humor stranice. Slično stranicama kao što su Reddit i Digg, korisnici mogu komentirati i glasovati za slike putem Facebooka. Slike najprije dolaze na stranicu za glasovanje (Vote), zatim uz dovoljan broj glasova na stranicu "U trendu" (Trending), te naposljetku na najistaknutiju, naslovnu stranicu koja se bavi "vrućim temama" (What`s hot).

## Statistika
Do drugog dana kolovoza 2012. 9GAG je 266. najposjećenija internetska stranica. Otprilike 7% posjetitelja je iz SAD-a (gdje je 9GAG 850. najposjećenija stranica), 6,5% iz Brazila (150.), a ostale zemlje sa značajnim brojem posjetitelja su Portugal (55.), Filipini (74.), Rumunjska (43.). U Hrvatskoj 9GAG trenutno zauzima mjesto 49. najposjećenije stranice, čime je Hrvatska zemlja s drugom najvećom unutardržavnom posjećenošću 9GAG-a, iza Rumunjske (43.).
9GAG-ova stranica na Facebooku trenutno se sviđa više od 35 milijuna osoba.

## Ostalo
2012. godine 9GAG je objavio mobilnu aplikaciju za Apple iOS.
Iako je sjedište 9GAG-a u Hong Kongu, zasniva se na poslužiteljima u Calgaryu, Alberti i Kanadi.

## Vanjske poveznice
- Službena stranica
- Članak na netokracija.com